# Casuco
Juan Martínez Martínez (Lorca, Murcia, 26 de septiembre de 1955), popularmente conocido como Casuco, es un entrenador y exfutbolista español. Jugaba como defensa, concretamente como lateral derecho. Desde el año 2015 está libre tras abandonar la disciplina del Águilas FC.

## Trayectoria

### Como jugador
Casuco jugaba de defensa central, se formó en la cantera del Real Madrid, aunque no llegó a jugar en el primer equipo y volvió a su ciudad natal a jugar en el CF Lorca Deportiva. De allí pasó al Granada CF, luego al Elche CF y finalmente recaló en el Real Zaragoza, donde estuvo diez años y vivió su mejor época como futbolista, llegando a ser capitán del equipo. Ganó una Copa del Rey y el trofeo de mejor defensa de un año. Tras su paso por el club aragonés recaló en el Alcira y terminó su carrera jugando para el Orihuela Deportiva en la temporada 1989/90.
Tras retirarse comenzó su trayectoria como entrenador en el Águilas CF y fichó por el Lorca CF cuando se fundó.
En Lorca tiene un campo de fútbol con su nombre.

### Como entrenador
Como entrenador ha dirigido a varios equipos de Segunda División en los años 1990 y 2000, como CD Toledo, CF Lorca Deportiva y UD Almería, ascendiendo con este último equipo a la categoría de plata hasta su cese a principios de 2004.
Posteriormente, llegó al Real Murcia, al que entrenó durante casi un año.
A finales de 2006, se hizo cargo del CD Tenerife. Aseguró una cómoda permanencia para el conjunto insular, pero no continuó en el cargo.
En noviembre de 2007, se incorporó al Xerez CD; pero fue despedido 3 meses después, tras conseguir 3 victorias en 13 partidos.
En octubre de 2010, firmó por el CD Castellón a mitad de temporada para cubrir la destitución del técnico Jordi Vinyals, cargo que ejerció hasta el verano de 2011. 
En marzo de 2012, se convirtió en el hombre de confianza de Jesús Jiménez, cabeza visible del grupo que gestionaba el CD Castellón, para ocupar el cargo de director del área técnica del conjunto castellonense y ser el entrenador de cara a la 2012-13. Sin embargo, la repentina marcha de Jiménez significó su salida al no entrar en el proyecto del nuevo presidente David Cruz.
En verano de 2013, fue contratado por el Águilas CF. Dos años después, los nuevos dirigentes de la entidad prescindieron de él.

## Clubes

### Como jugador
| Club                 | País   | Año       |
| -------------------- | ------ | --------- |
| Real Madrid Castilla | España |           |
| CF Lorca Deportiva   | España |           |
| Granada CF           | España | 1976-1977 |
| Elche CF             | España | 1977-1979 |
| Real Zaragoza        | España | 1979-1989 |
| UD Alzira            | España | 1989      |
| Orihuela Deportiva   | España | 1989-1990 |

### Como entrenador
| Club                 | País   | Año       |
| -------------------- | ------ | --------- |
| Lorca CF             | España | 1994-1995 |
| AD Las Palas         | España | 1995-1996 |
| CD Toledo            | España | 1996      |
| UP Plasencia         | España | 1997-1998 |
| Águilas FC           | España | 1998      |
| Gimnástica Segoviana | España | 1999-2000 |
| UD Almería           | España | 2000-2004 |
| Real Murcia CF       | España | 2005-2006 |
| CD Tenerife          | España | 2006-2007 |
| Xerez CD             | España | 2007-2008 |
| CD Castellón         | España | 2010-2011 |
| Águilas FC           | España | 2013-2015 |